# Humanes de Madrid
Humanes de Madrid è un comune spagnolo di 10 219 abitanti situato nella comunità autonoma di Madrid.